# Liste des parcs d'État du Tennessee

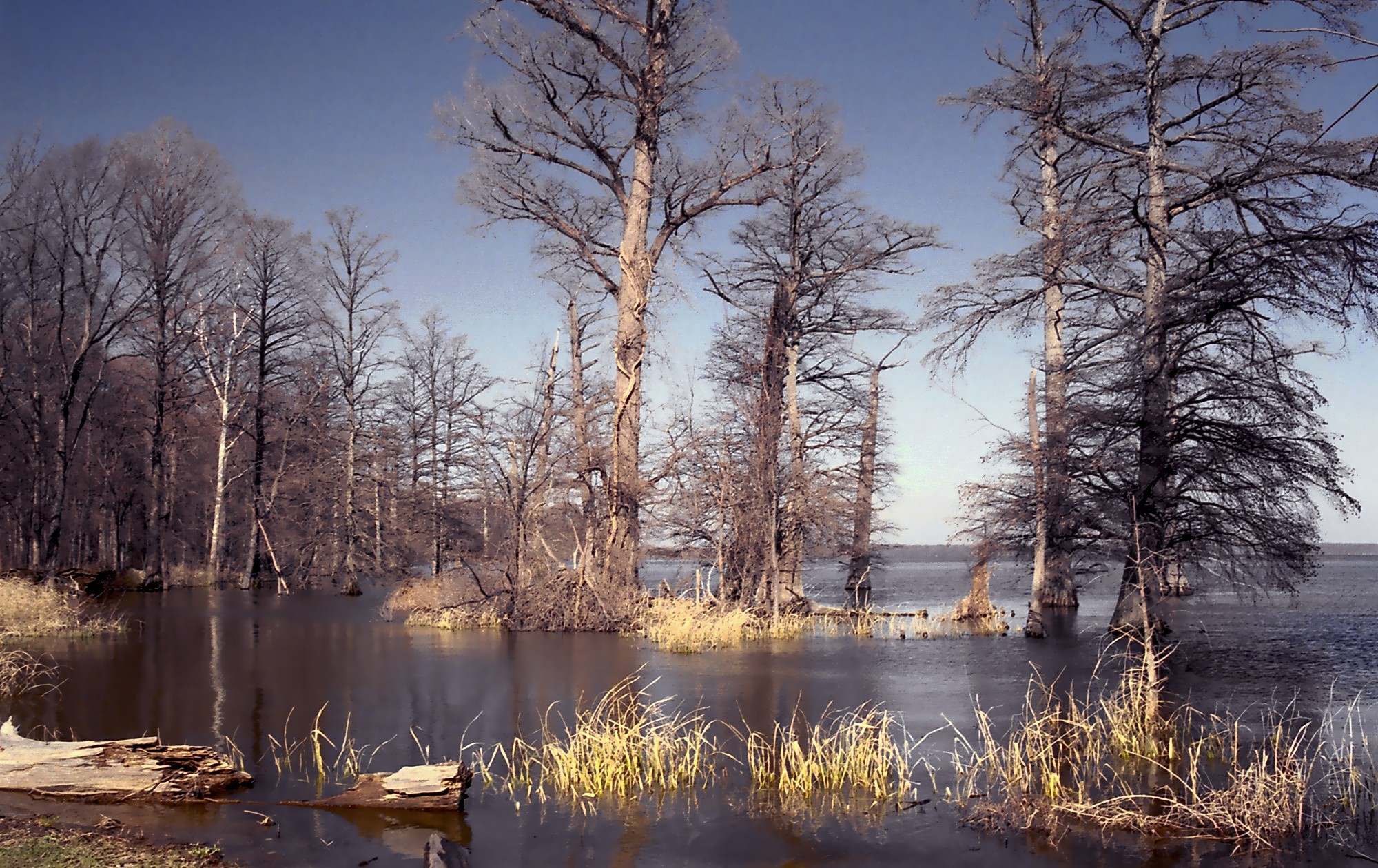
Reelfoot Lake

Liste des parcs d'État du Tennessee aux États-Unis d'Amérique par ordre alphabétique. Ils sont gérés par le Department of Environment and Conservation.
- Bicentennial Mall
- Big Cypress Tree
- Big Hill Pond
- Big Ridge
- Bledsoe Creek
- Booker T. Washington
- Burgess Falls
- Cedars of Lebanon
- Chickasaw
- Cordell Hull
- Cove Lake
- Cumberland Mountain
- David Crockett
- Davy Crockett Birthplace
- Dunbar Cave
- Edgar Evins
- Fall Creek Falls
- Fort Loudoun
- Fort Pillow
- Frozen Head
- Harpeth River
- Henry Horton
- Harrison Bay
- Hiwassee/Ocoee Scenic River
- Indian Mountain
- Johnsonville
- Justin P. Wilson Cumberland Trail
- Long Hunter
- Meeman-Shelby Forest
- Montgomery Bell
- Mousetail Landing
- Nathan Bedford Forest
- Natchez Trace
- Norris Dam
- Old Stone Fort
- Panther Creek
- Paris Landing
- Pickett
- Pickwick Landing
- Pinson Mounds
- Port Royal
- Radnor Lake
- Red Clay
- Reelfoot Lake
- Roan Mountain
- Rock Island
- Ross Creek Landing
- Sgt. Alvin C. York
- South Cumberland
- Standing Stone
- Sycamore Shoals
- Tims Ford
- T.O. Fuller
- Warrior's Path